# 陸世儀

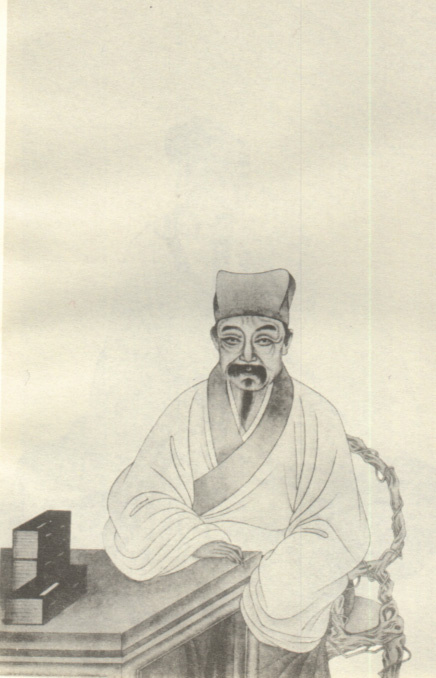
《清代学者象传》第二集之陸世儀像

陸世儀（1611年—1672年），字道威，號桴亭。江蘇太倉人。明末清初學者。

## 生平
萬曆三十九年（1611年）出生，母不久过世。好学勤问，其父出去做家教时，都带着他一同前往。後为张溥门生，又從娄东梨花枪高手石敬严学习兵法。與陳瑚、盛敬、江士韶等結為文會。明亡不仕。學宗程朱理學，其理学以经世为主，对晚明理学空疏学风的批判，他反對王守仁的致良知，他說：“致良知雖是直截，終不賅括，不如窮理穩當。……天下事有可以不慮而知者，心性道德是也。有必待學而知者，名物度數是也。假如只天文一事，亦儒者所當知，然其星辰次舍，七政運行，必觀書考圖，然後明白，純靠良知，致得去否？”陆世仪重視教育，要求“切于用世”，主張增设“天文、地理、河渠、兵法”等科，“今天下之精神皆耗于帖括矣，谁肯为真读书人，而国家又安得收读书之益哉！”
陆世仪本人頗能接受西學，他受徐光启、李之藻等人影响，本人亦喜好數學，並承認西方在天文學與數學方面比中國精密。康熙十一年（1672年）正月病重，卒於太仓家中。著有《思辨录》、《论学酬答》、《性善图说》、《淮云问答》等40余种，凡100余卷。

## 延伸阅读
[在维基数据编辑]
 《清史稿·卷480》，出自趙爾巽《清史稿》
 在维基共享资源阅览影像